# Sarralbe
 Sarralbe  es una población y comuna francesa, en la región de Lorena, departamento de Mosela, en el distrito de Sarreguemines. Es el chef-lieu del cantón de Sarralbe.

## Demografía
| 4210 | 4366 | 4600 | 4553 | 4487 | 4538 |
| Para los censos de 1962 a 1999 la población legal corresponde a la población sin duplicidades (Fuente: INSEE [Consultar]) |      |      |      |      |      |